# Li Shanlan

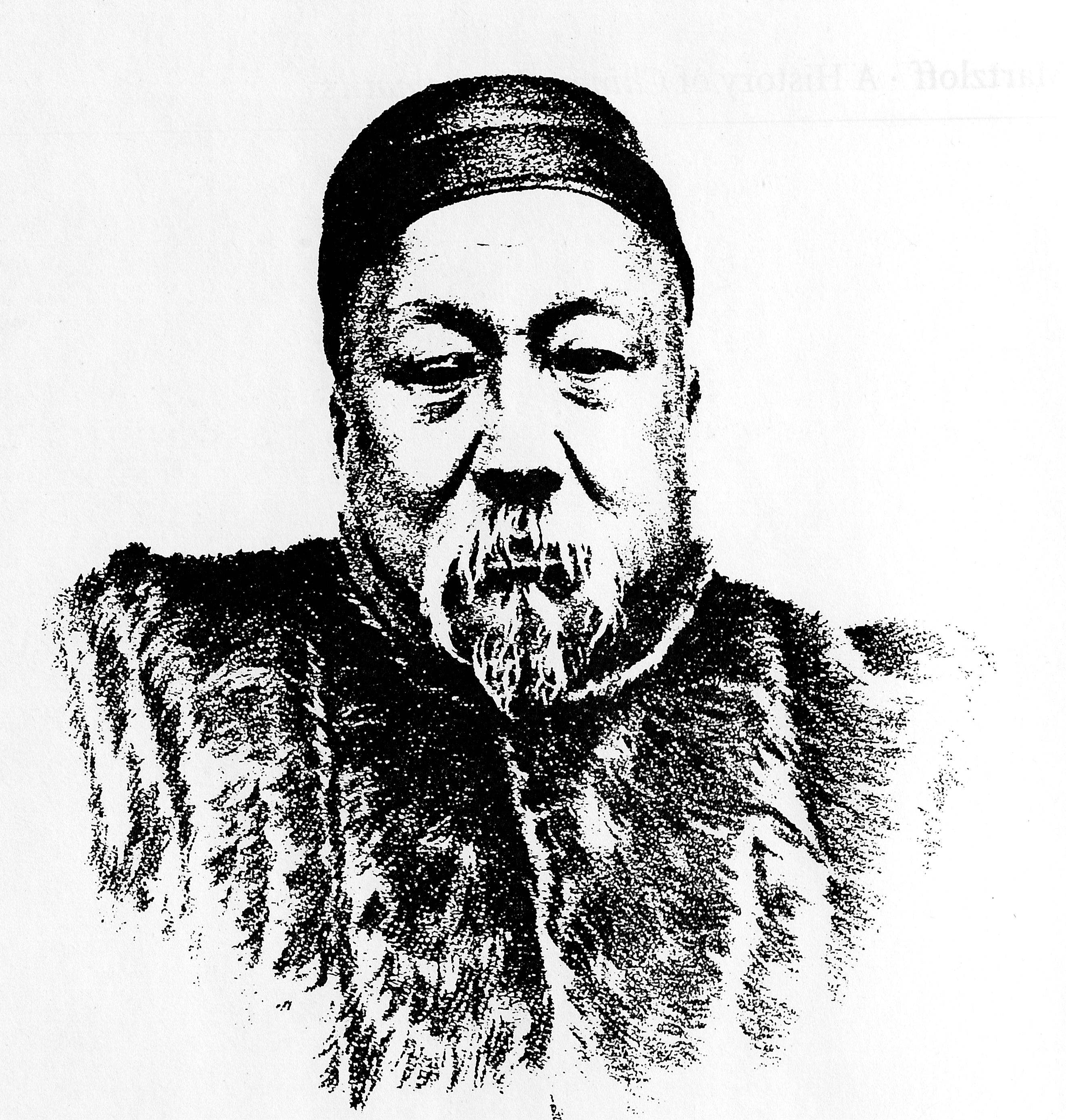
Li Shanlan

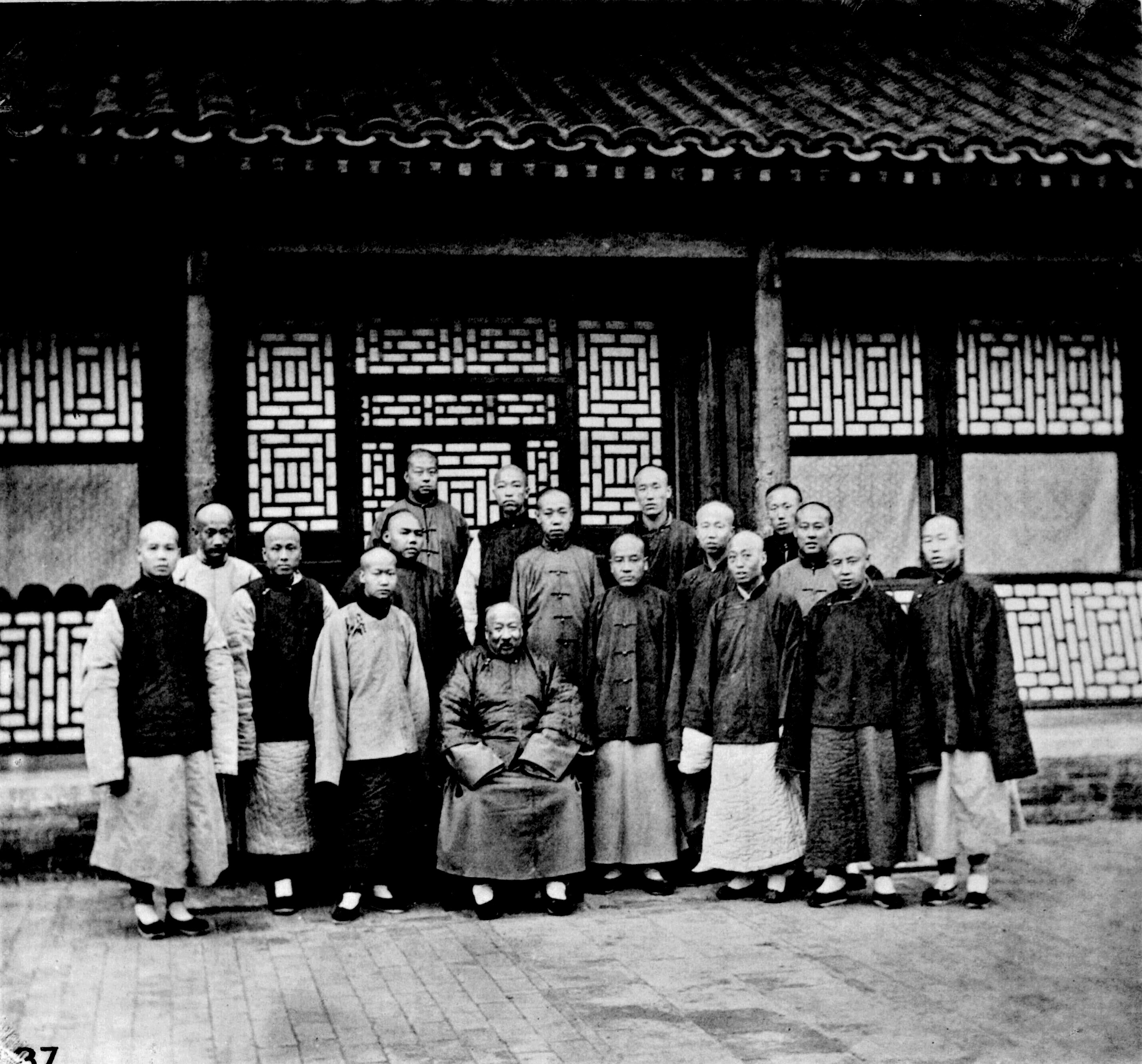

Li Shanlan (chinesisch 李善蘭 / 李善兰, Pinyin Lǐ Shànlán; Großjährigkeitsname (zì) Renshu, 壬叔,  Rénshū; Künstlername Qiuren, 秋紉,  Qiūrèn; * 1811 in Haining; † 1882 in China) war ein chinesischer Mathematiker. Er gilt als bedeutendster chinesischer Mathematiker des 19. Jahrhunderts.

## Leben
Li Shanlan stammte aus einer gebildeten, angesehenen Familie und wurde wie sein Bruder Li Xinmei, der auch Mathematiker wurde, von einem Privatlehrer unterrichtet, dem bekannten Philologen Chen Huan (1786–1863). Durch das Studium des klassischen chinesischen Mathematikbuchs Neun Bücher über mathematische Kunst (Jiu Zhang Suanshu) begann er sich für Mathematik zu interessieren. Bald darauf studierte er die Elemente von Euklid in chinesischer Übersetzung und ein Algebra-Buch von Li Ye (Li Zhi) und ein Trigonometrie-Buch von Dai Zhen (1724–1777). Um seine mathematischen Studien weiter betreiben zu können, nahm er 1845 eine Stellung als Privatlehrer an. Auf der Flucht vor den Wirren des Taiping-Aufstands ging er 1852 nach Shanghai. Dort traf er den britischen Missionar Alexander Wylie, für den er mathematische Werke ins Chinesische übersetzte, zum Beispiel ein Analysis-Lehrbuch von Elias Loomis, das 1859 erschien, das erste Analysis-Lehrbuch in Chinesisch. Außerdem übersetzte er mit Wylie die letzten neun Kapitel von Euklids Elementen (die ersten Bücher erschienen schon 1607 in der Übersetzung von Matteo Ricci und Xu Guangqi). Mit dem Missionar Joseph Edkins (1823–1905) übersetzte er ein Mechanik-Lehrbuch von William Whewell (erschienen 1867) und er übersetzte auch die Algebra von Augustus De Morgan sowie die Outlines of Astronomy von John Herschel und ein Botanik-Buch.
Um 1860 verließ er Shanghai und arbeitete für den Gouverneur der Jiangsu-Provinz Xu Youren (1800–1860), der ein begabter Amateur-Mathematiker war, und danach für den General Zeng Guofan und dessen Bruder, die an der Niederschlagung des Taiping Aufstands beteiligt waren. Mit ihrer Unterstützung erschienen die mathematischen Werke von Li 1867 in Nanjing. Ab 1866 war er Dozent an einer 1863 gegründeten staatlichen Schule für westliche Sprachen in Peking (Tongwen Guan). 1869 war er dort Professor für Mathematik. Er unterrichtete dort nicht nur westliche Mathematik, sondern auch nach den chinesischen Klassikern, und auch in seinen mathematischen Veröffentlichungen zum Beispiel über Analysis (unendliche Reihen, Logarithmen u. a.) und Kombinatorik knüpfte er an die chinesische Tradition an. Viele der heute benutzten mathematischen Ausdrücke in China stammen von ihm.
Eine Formel der Kombinatorik (Summationsformel für Binomialkoeffizienten) ist nach ihm benannt:
{\displaystyle \sum _{k=0}^{n}{n \choose k}^{2}{{m+2n-k} \choose {2n}}={{m+n} \choose n}^{2}}.
Sie wurde im Westen bekannt über den ungarischen Mathematiker George Szekeres, als dieser 1937 in Shanghai als politischer Flüchtling war und diese brieflich Pál Turán mitteilte, der 1954 einen Beweis veröffentlichte. Auch der chinesische Mathematiker Zhang Yong (1911–1939), über den Szekeres von der Formel erfuhr, veröffentlichte 1939 einen Beweis.